# Paraxerus palliatus
Paraxerus palliatus — вид гризунів родини Sciuridae, який зустрічається в чагарниках і лісах уздовж східного узбережжя Африки.

## Ареал і середовище проживання
Він є рідним для Сомалі, Кенії, Танзанії, Малаві, Мозамбіку, Зімбабве та ПАР. Його природними середовищами існування є субтропічні або тропічні сухі ліси, субтропічні або тропічні вологі рівнинні ліси та субтропічні чи тропічні сухі чагарники.

## Опис
Середня довжина голови і тулуба досягає 21,0–23,0 см, хвіст 19,5–21,5 см. Вага становить близько 350–400 грам. Довжина задньої лапи 50–52 міліметри, довжина вуха 19–22 міліметри. Деякі підвиди також можуть бути меншими, особливо в більш сухих районах. Це вивірка від середнього до великого розміру з хутром на спині від коричневого до сіро-коричневого і разюче червоним або червонуватим до жовтуватого кольору живота. Забарвлення та інтенсивність можуть змінюватись залежно від регіону та підвиду. Яскравих бічних смуг немає. Верх голови сірувато-коричневий, щоки червонуваті. Ноги і ступні також червонуваті, а у деяких підвидів ще й темніші. Хвіст порівняно довгий, його довжина становить приблизно 90 відсотків довжини голови та тулуба. Він пухнастий і сірувато-коричневий біля основи, і зазвичай яскраво-червоний на решті двох третинах. Зубна формула: 1/1, 0/0, 2/1, 3/3 = 22.

## Життя
Тварини ведуть денний спосіб життя, живуть на деревах, хоча час від часу вони також шукають їжу на землі. Вони будують гнізда на деревах, особливо в дуплах баобаба і кігелії. Як і інші види роду, вони всеїдні, шукають їжу на землі та на деревах, де швидко пересуваються по гілках і стовбурах. Дієта складається в основному з насіння, плодів і горіхів, а також комах та інших безхребетних. Вони створюють сховища насіння, але зазвичай не накопичують велику кількість їжі. В принципі, вони п'ють воду, але не залежать від неї і можуть отримати необхідну рідину з їжі. Тварини зазвичай живуть парами або поодинці, але іноді утворюють гніздові групи з трьох-чотирьох особин.
Шлюбна поведінка ініціюється переслідуванням самок самцями, які бажають спаровуватися, і сигналізують про це бурчанням. Вагітність триває 60–65 днів. Ймовірно, вони мають лише один приплід на рік, який складається з одного-двох дитинчат вагою від 13 до 14 грамів; в неволі можливі багаторазові виводки. Самиці створюють родові гнізда з листя в дуплах дерев і підтримують їх у чистоті. Молоді тварини відкривають очі через сім-десять днів, вони вперше залишають гніздо приблизно через 18 днів і відлучаються від матері приблизно через 40 днів.